# Camponotus saundersi
Espèce
Camponotus saundersi est une espèce de fourmi que l'on trouve en Malaisie et au Brunei dans la canopée de la forêt tropicale. Les ouvrières peuvent exploser en se suicidant dans un acte de défense ultime, une capacité qu'elle partage avec plusieurs autres espèces de ce genre. Ce comportement est nommé « autothysis ». Cette fourmi possède une énorme glande mandibulaire qui fait plusieurs fois la taille de celle d'une fourmi normale et qui produit des sécrétions collantes et irritantes.

## Défense
Camponotus saundersi se sacrifie en explosant notamment pour se défendre lors de batailles territoriales contre d'autres espèces de fourmis, en particulier les fourmis tisserandes (Oecophylla smaragdina), mais aussi pour éviter d'être mangée par ces mêmes fourmis ou par des araignées.
Pour ce faire, elle dispose de deux glandes mandibulaires surdimensionnées et remplies de poison qui s'étendent sur toute la longueur de son corps. Lorsque le combat tourne mal, la fourmi ouvrière contracte violemment ses muscles abdominaux pour provoquer la rupture de son abdomen au niveau du pli intersegmentaire et aussi l'éclatement des glandes mandibulaires, pulvérisant ainsi dans toutes les directions une sécrétion collante à partir de la région antérieure de sa tête. Cette glue, qui a également des propriétés corrosives et fonctionne comme un irritant chimique, peut empêtrer et immobiliser tous les assaillants se trouvant à proximité.

## Sécrétion
Les sécrétions collantes de C. saundersi changent de couleur en fonction des saisons. Elles vont du blanc vif à la fin de la saison des pluies au crème ou au jaune pâle pendant la saison sèche et au début de la saison des pluies. Ces variations correspondent à un changement du pH interne, lié à la fluctuation du régime alimentaire.
La glue toxique de C. saundersi est principalement composée de polyacétates, d'hydrocarbures aliphatiques et d'alcools. Les lactones et les isocoumarines méthylées produites dans l'intestin postérieur fonctionnent comme des phéromones de trace, tandis que les hydrocarbures à chaîne droite et les esters produits dans les glandes de Dufour (en) agissent comme des phéromones d'alarme chez C. saundersi et les espèces apparentées. Jones et al. (2004) ont identifié les produits chimiques suivants dans la sécrétion :
Phénols
- m-crésol (traces), un composé corrosif
- 2,4-dihydroxyacétophénone
- 2-méthyl-5,7-dihydroxychromone
- orcinol (traces)

Aliphatiques
- undécane
- heptan-2-one (traces)

Terpénoïdes
- citronellal
- citronellol
- acide citronellique
- isopulégol (de)
- acide (6R)-(E)-2,6-diméthyl-2-octène-1,8-dionique

La 2,4-dihydroxyacétophénone et la 2-méthyl-5,7-dihydroxychromone sont toutes deux des cétones phénoliques qui provoquent des changements de couleur de la sécrétion en fonction du pH.
L'acide (6R)-(E)-2,6-diméthyl-2-octène-1,8-dionique est un monoterpène acyclique qui n'avait pas encore été documenté chez les insectes. Cependant, le produit chimique est bien connu pour être un métabolite urinaire chez les mammifères, la surproduction entraînant une acidose toxique chez diverses espèces.

## Voir aussi

Spécimen casent0179025 trouvé dans la canopée de la forêt de la vallée de Danum à Sabah
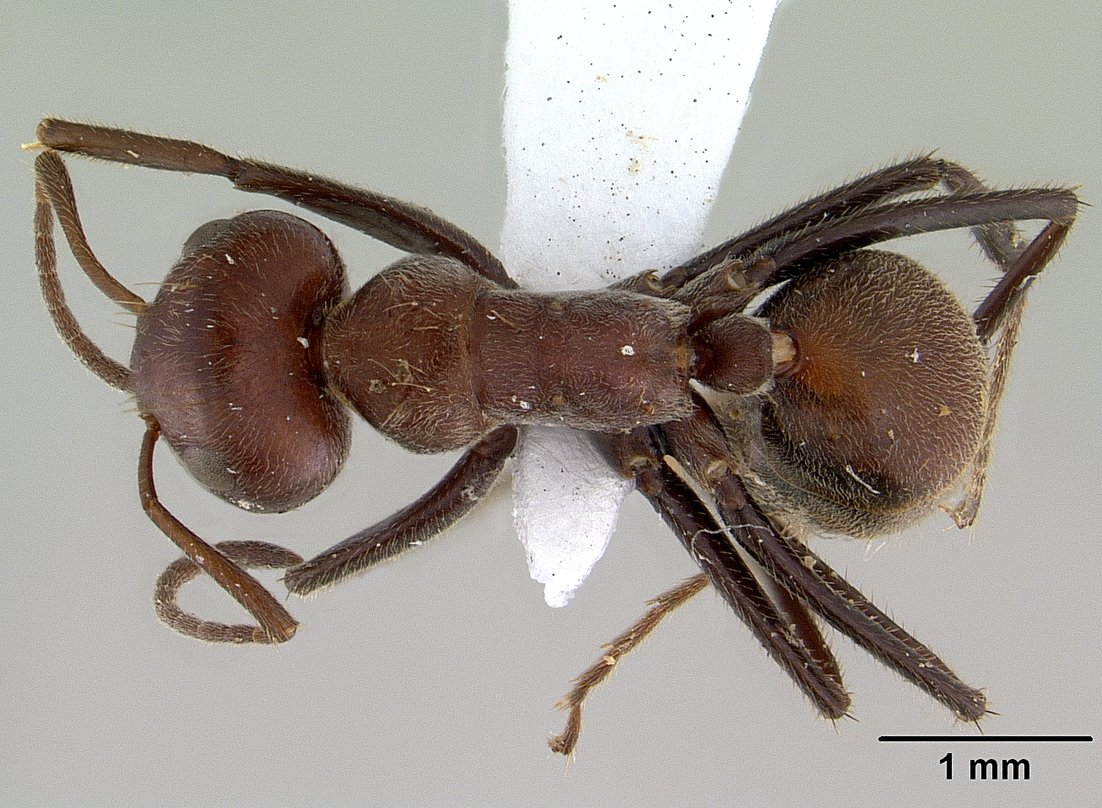
Vue dorsale.
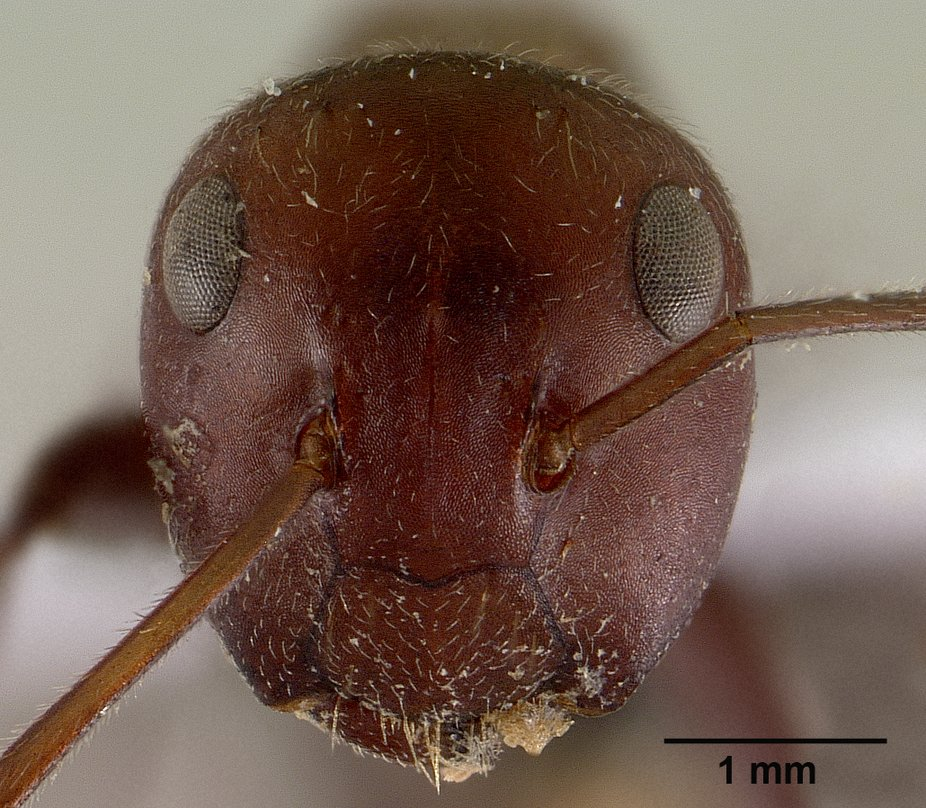
Tête.
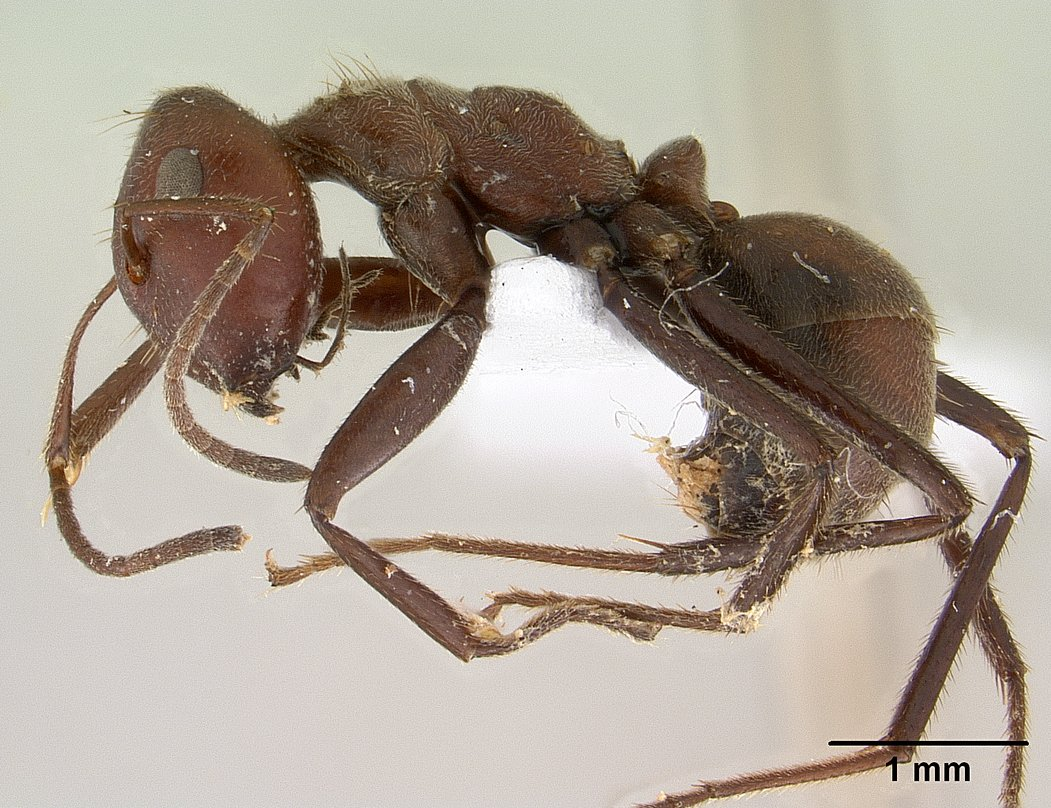
Vue de profil.